# Polybotrya bipinnata
Polybotrya bipinnata är en träjonväxtart som beskrevs av A. Rojas. Polybotrya bipinnata ingår i släktet Polybotrya och familjen Dryopteridaceae. Inga underarter finns listade.